# Port d'Hoces de Bárcena
El port de les Hoces de Bárcena se situa a la comunitat autònoma de Cantàbria (Espanya) i es localitza a la carretera N-611, entre les localitats de Bárcena de Pie de Concha i Pesquera. Fins a la finalització de l'A-67, coneguda com a autovia Cantàbria-Meseta, l'any 2009, era necessari travessar aquest port en la comunicació entre Cantàbria i Palència i, per tant, també per accedir a la Meseta Central.

## Descripció
El port és conegut per les seves imponents corbes que transcorren per una estreta vall i que permeten ascendir des d'uns 200 metres sobre el nivell del mar fins a prop de 600 metres.
Antany, la carretera era bastant perillosa a causa del intens trànsit, especialment de camions i sobretot a l'hivern per les gelades i la neu. No obstant això, des de l'obertura de l'esmentada autovia, que discorre paral·lela a aquesta carretera, el port té escàs trànsit i només circulen per ell alguns vehicles de veïns del lloc i turistes que volen veure els seus paisatges.